# Рух 2 червня
Рух 2 червня (нім. Bewegung 2. Juni) — німецька ліворадикальна терористична організація, що діяла в Західному Берліні в 1970-х роках. Назва відсилає до дати смерті Бенно Онезорга, застреленого поліцейським Карлом-Гайнцом Куррасом під час демонстрації 2 червня 1967 року в Західному Берліні.
Члени руху бачили і називали себе міськими партизанами. 2 червня 1980 року організація оголосила про саморозпуск, а деякі з її активістів приєдналися до «Фракції Червоної армії» (нім. Rote Armee Fraktion — RAF).

## Історія
Після убивства під час спроби арешту терориста Георга фон Равха 4 грудня 1971 року різні ліві групи, багато з яких були готові застосовувати насильство, зустрілися в Західному Берліні та обговорили можливість об'єднання. В результаті у липні 1972 року було сформовано «Рух 2 червня», члени якого здійснили серію терактів із застосування вибухівки, пограбувань банків і викрадень і вбивств представників державних і ділових кіл.
Найзначнішою акцією руху стало захоплення в заручники Петера Лоренца у 1975 році. Лоренц був кандидатом від Християнсько-демократичного союзу Німеччини на посаду правлячого бургомістра Західного Берліна. На вимогу викрадачів уряд Німеччини випустив на волю п'ятьох ув'язнених терористів: Рольфа Поле, Верену Беккер, Інгрід Зіпман, Рольфа Гайслера та Габріель Крехер-Тідеман, які після звільнення відлетіли до Південного Ємену. Член «Фракції Червоної армії» Горст Малер, звільнення якого також вимагали терористи, вважав за краще залишитися у в'язниці. Того ж дня Петера Лоренца випустили на свободу.
На відміну від «Фракції Червоної армії», «Рух 2 червня» був скоріше анархістським, ніж марксистським. Організація отримала свою назву від дати, коли німецького студента Бенно Онезорга застрелив офіцер поліції Західного Берліна Карл-Гайнц Куррас. під час участі в протесті проти державного візиту іранського шаха Мохаммеда Рези Пехлеві до Німеччини. Його смерть радикалізувала лівий рух у Західній Німеччині, вплинувши на політиків і політичних активістів та призвівши до створення насильницьких організацій і рухів. Хоча організація ніколи не була настільки ж сумнозвісною, як RAF, «Рух 2 червня» був найпомітнішим у першій фазі німецького лівого мілітаризму після Другої світової війни.
2 червня 1980 року рух заявив про свій розпуск і злиття з «Фракцією Червоної армії» в листі до німецької газети Frankfurter Rundschau. Антиімперіалізм був спільною причиною, яка привела «Рух 2 червня» до об'єднання сил із «Фракцією Червоної армії». Організація завершила свою заяву словами про «єдність в антиімперіалістичній збройній боротьбі», висловлюючи свою солідарність із RAF.

## Відомі учасники
- Міхаель Бауманн
- Ральф Рейндерс
- Рональд Фріч
- Георг фон Раух
- Ангела Лютер
- Тілль Майєр
- Фріц Тойфель
- Габріеле Крьохер-Тідеманн
- Верена Беккер
- Норберт Крьохер
- Інге Вітт
- Габріель Роллнік
- Захарі Шварц
- Берхард Браун